# Meniscomorpha leoni
Meniscomorpha leoni là một loài tò vò trong họ Ichneumonidae.